# 中日盟约
《中日盟约》是指1915年2月5日孙文与日本人签订的非正式秘密條約。中、日文一式两份。《中日盟约》是近代史上的一個疑案。在海內外一直存在著「主真派」和「主偽派」，「主偽派」以孫學權威南開大學俞辛焞教授和王耿雄學者為主，認為《中日盟約》是偽造的。「主真派」則以廣州中山大學中山研究所為大本營，包括邱捷、桑兵等學者。
主真派：以日本學者藤井昇三所提出，至於中國大陸方面則由陈锡祺主编、由中山大学孙中山研究所邱捷等七位学者合编的《孙中山年谱长编》对《中日盟约》則為贊同。，但編者之一的林家有所長則在1998年的《孫中山與現代中國學術研討會》中，改持中立並抱持懷疑的態度
主偽派：以日本方面久保田文次教授提出該盟約為偽造，大陸方面南開大學俞辛焞教授和王耿雄學者、台灣方面則有陳在俊以及陳鵬仁教授皆等人比照簽名及語法等諸多方面後提出疑點。

## 双方代表

### 中國
孙中山、陈其美

### 日本
犬冢信太郎、山田纯三郎

## 背景
- 国民党于1913年（民国二年）发动反对袁世凯的二次革命，失败后孙中山逃亡日本。
- 1914年，第一次世界大战爆发，欧美各国无暇顾及中国。
- 日本政府趁机逼迫袁世凯政府签订《二十一条》。

## 披露
《中日盟约》是在当年3月出版的《民族评论》中被揭露的。当时外界似乎已有所闻。1915年2月15日在上海发行的《正谊》杂志刊登的来函中对《中日盟约》进行指责：“然借异虐同之举，引狼拒虎之谋，前为天良所不容，后为智计所不许。”中华书局1991年8月出版的《孙中山年谱长编》中對此存在為支持立場。
目前流出的內容是一橫式長卷軸型紙張，從右至左直行書寫，最左末1915年2月5日的日期前有孙中山与陈其美簽字，日方为前满铁株式会社理事犬冢信太郎和满铁社员山田纯三郎簽字，條約概內容：
- 中华及日本因为维持东亚永远之福利两国宜相提携而定左之盟约。
- 第一条 中日两国既相提携而他外国之对于东亚重要外交事件则两国宜互先通知协定。
- 第二条 为便于中日协同作战中华所用之海陆军兵器弹药兵具等宜采用与日本同式。
- 第三条 与前项同一之目的若中华海军聘用外国军人时宜主用日本军人。
- 第四条 使中日政治上提携之确实中华政府及地方公署若聘用外国人时宜主用日本人。
- 第五条 相期中日经济上之协同发达宜设中日银行及其支部于中日之重要都市。
- 第六条 与前项同一之目的中华经营矿山铁路及沿岸航路若要外国资本或合办之必要时可先商日本若日本不能应办可商他外国。
- 第七条 日本须与中华改良弊政上之必要援助且速使之成功。
- 第八条 日本须助中华之改良内政整顿军备建设健全之国家。
- 第九条 日本须赞助中华之改正条约关税独立及撤废领事裁判权等事业。
- 第十条 属于前各项范围内之约定而未经两国外交当局者或本盟约记名两国人者之认诺不得与他者缔结。
- 第十一条 本盟约自签订之日起拾年间为有效依两国之希望更得延期。

中华民国四年贰月五日即
後1915年，袁世凱執政的中華民國政府頒佈《懲辦國賊條例》，并發行楊度撰寫的《國賊孫文》一書，將此盟約做為孫中山叛國罪證之一。
犬冢信太郎此人為佐贺县人企业家，1890年后在三井物产公司任职。1906至1914年任满铁理事，同孫文、陈其美、戴季陶等革命黨關係密切，曾交付數萬元鉅款給陈其美等助他在东北活動所需，但其本人和後代終生未提及此中日盟约真假問題。